# Cristatusaurus
Baryonyx este un gen de dinozaur carnivor. A fost numit Baryonyx („gheară grea”) din cauza ghearei enorme cu lungimea de 30 cm. Fiindcă printre oasele lui au fost găsiți solzi de pește, savanții au presupus că barionixul trăia lângă bazine acvatice și se hrănea cu pești, la fel ca unii crocodili.